# Geraldine Page
Geraldine Sue Torn Page (Kirksville, Missouri, 1924. november 22. – New York, 1987. június 13.) Oscar-díjas, valamint kétszeres Golden Globe-díjas és Emmy-díjas amerikai színésznő. 
Főként a színpadon tevékenykedett és sikeres karriert épített ki a dráma területén. Több Tennessee Williams színdarabban játszott és a filmadaptációkban is megismételte szerepeit. Az Akadémia nyolcszor jelölte Oscar-díjra, 1986-ban végül Page elnyerte az Út az ismeretlenbe című filmdrámáért.

## Élete
Kirksville-ben született és nőtt fel. A Chicagói Egyetem és a Goodman Színház Drámaiskola hallgatója volt. Eleinte a zene irányába készült továbbtanulni, de tinédzserkori élményei a színpadon meggyőzték az ellenkezőjéről. Mikor végzett a Goodmanen, saját színházat alapított és négy nyáron át színészkedett Lake Zurichben, Illinois államban. Több szerepet is elvállalt, de az áttöréséig várnia kellett a Broadwayen. A figyelmet Tennessee Williams Nyár és füst című drámájával keltette fel, és ezentúl nagyobb szereposztásban részesült. 1953-ban immár a Broadwayen a Mid-Summer című drámában játszott, amiben egy tanár idealista feleségét alakította. 1954-ben a The Immoralistban egy meleg férfi felesége volt, ezt követte Az esőcsináló. 1959-ben Tony-díjra jelölték Tennessee Williams drámájának, Az ifjúság édes madarának főszerepéért, amelyben Paul Newman oldalán játszott. 1963-ban Eugene O’Neill drámájában kapott szerepet, aminek Különös közjáték volt a címe. Page további sikereket ért el a Három nővérrel (1964), a Black Comedy/White Liesszal (1967), az Absurd Person Singularral (1974) és az Ágnes, az Isten bárányával (1982), amiben a zárdafőnöknőt alakította.
Habár Page a színpadot részesítette előnyben, filmekben is szerepet vállalt. Első alakítása a Hondo című westernfilmben volt John Wayne-nel, amivel első ízben jelölték Oscar-díjra. 1961-ben megismételte a Nyár és füst szerepét, 1962-ben pedig Az ifjúság édes madaráét szintén Paul Newmannel. Page rekord mennyiségű Oscar-jelölést kapott az akadémiától különböző filmdrámákban: 1966-ban Te már nagy kisfiú vagy, 1972-ben Micsoda házasság!, 1978-ban Belső terek és 1984-ben Az alvilág pápája. A díjat végül 1986-ban kapta meg az Út az ismeretlenbe című filmdrámáért.
Az ötvenes és hatvanas években televíziós szerepeket is elvállalt, és két Primetime Emmy-díjat zsebelt be: 1966-ban az ABC Stage felvételéért az A Christmas Memory című produkcióról, majd 1969-ben a Hálaadó ünnepi vendég című filmért.
Page kétszer ment férjhez, de mindkét házassága válással végződött. 1987-ben hunyt el szívrohamban.

## Szerepei

### Színpadi fellépései a Broadwayn[10]
- 1953: Mid-Summer
- 1954: The Immoralist
- 1954-55: Az esőcsináló
- 1956: The Innkeepers
- 1956-57: Külön asztalok
- 1959-60: Az ifjúság édes madara
- 1963: Strange Interlude
- 1964: Három nővér
- 1964: P.S. I Love You
- 1966: The Great Indoors
- 1967: Black Comedy/White Lies
- 1969: Angela
- 1973: Look Away
- 1974-76: Absurd Person Singular
- 1980: Clothes for a Summer Hotel
- 1980-81: Mixed Couples
- 1982-83: Ágnes, Isten báránya
- 1987: Blithe Spirit

### Filmek
| Év   | Cím                                          | Szerep                               | Magyar hangja                                                        |
| ---- | -------------------------------------------- | ------------------------------------ | -------------------------------------------------------------------- |
| 1953 | Taxi                                         | Florence Albert (nincs a stáblistán) | –                                                                    |
| 1953 | Hondo                                        | Angie Lowe                           | –                                                                    |
| 1961 | Nyár és füst                                 | Alma Winemiller                      | n.a                                                                  |
| 1962 | Az ifjúság édes madara                       | Alexandra Del Lago                   | Básti Juli                                                           |
| 1963 | Játékok a padlásszobában                     | Carrie Berniers                      | n.a                                                                  |
| 1964 | Dear Heart                                   | Evie Jackson                         | –                                                                    |
| 1966 | Barefoot in Athens                           | Xantippe                             | –                                                                    |
| 1966 | Te már nagy kisfiú vagy                      | Margery Chanticleer                  | n.a                                                                  |
| 1966 | The Three Sisters                            | Olga                                 | –                                                                    |
| 1967 | Hurrikán                                     | Carol Richardson                     | n.a                                                                  |
| 1967 | A legboldogabb milliomos                     | Mrs. Duke                            | n.a                                                                  |
| 1968 | Hálaadó ünnepi vendég                        | Miss Sook                            | Komlós Juci                                                          |
| 1969 | Mi történt Alice nénivel?                    | Clare Marrable                       | 1. magyar változat: Győry Ilona 2. magyar változat: Tímár Éva        |
| 1969 | Trilogy: A Christmas Memory                  | asszony                              | –                                                                    |
| 1971 | Montserrat                                   | Felisa                               | –                                                                    |
| 1971 | A tizedes háreme                             | Martha Farnsworth                    | Tábori Nóra                                                          |
| 1971 | J. W. Coop, a rodeókirály                    | Mama                                 | n.a                                                                  |
| 1972 | Hollywood Television Theatre: Two by Chekhov | ?                                    | –                                                                    |
| 1972 | Look Homeward Angel                          | Eliza Gant                           | –                                                                    |
| 1972 | Micsoda házasság!                            | Gertrude                             | 1. magyar változat: Tábori Nóra 2. magyar változat: Dallos Szilvia   |
| 1973 | Happy As The Grass Was Green                 | Anna Witmer                          | –                                                                    |
| 1974 | Live Again, Die Again                        | Mrs. O'Neill                         | –                                                                    |
| 1975 | A sáska napja                                | Nagy nővér                           | n.a                                                                  |
| 1977 | Apácák a pácban                              | Walburga                             | n.a                                                                  |
| 1977 | Something for Joey                           | Ann Cappelletti                      | –                                                                    |
| 1977 | A mentőcsapat                                | Madame Medúza hangja                 | Borbás Gabi                                                          |
| 1978 | Belső terek                                  | Eve                                  | Dallos Szilvia                                                       |
| 1981 | Harry's War                                  | Beverly néni                         | –                                                                    |
| 1981 | Mulató a sztrádán                            | Mary Clarise nővér                   | n.a                                                                  |
| 1982 | Élet kifulladásig                            | Jean Scott Martin                    | n.a                                                                  |
| 1984 | The Parade                                   | Sarah                                | –                                                                    |
| 1984 | The Dollmaker                                | Mrs. Kendrick                        | –                                                                    |
| 1984 | Az alvilág pápája                            | Mrs. Ritter                          | Molnár Zsuzsa                                                        |
| 1985 | Frankenstein menyasszonya                    | Mrs. Baumann                         | 1. magyar változat: Göndör Klára 2. magyar változat: Mednyánszky Ági |
| 1985 | Walls of Glass                               | Mama                                 | –                                                                    |
| 1985 | Halálbalett                                  | Anne Wyatt                           | Pásztor Erzsi                                                        |
| 1985 | Út az ismeretlenbe                           | Mrs. Watts                           | n.a                                                                  |
| 1986 | Streetgirls                                  | Molly                                | n.a                                                                  |
| 1986 | Beate Klarsfeld, a nácivadász                | Itta Halaunbrenner                   | n.a                                                                  |
| 1986 | Native Son                                   | Peggy                                | –                                                                    |
| 1987 | Riders to the Sea                            | Maurya                               | –                                                                    |

### Televíziós sorozatok
| Év      | Cím                             | Szerep                                                                                           |
| ------- | ------------------------------- | ------------------------------------------------------------------------------------------------ |
| 1952    | Lux Video Theatre               | szomszédasszony (egy epizód)                                                                     |
| 1952    | Studio One                      | ? (egy epizód)                                                                                   |
| 1952    | Robert Montgomery Presents      | ? (egy epizód)                                                                                   |
| 1954    | The Philco Television Playhouse | ? (egy epizód)                                                                                   |
| 1955    | Omnibus                         | kormányzó (egy epizód)                                                                           |
| 1955    | Windows                         | alkoholista nő (egy epizód)                                                                      |
| 1955    | Matinee Theatre                 | Miss Myrtle (egy epizód)                                                                         |
| 1955–57 | The United States Steel Hour    | 1955: Marian (egy epizód) 1957: Estelle (egy epizód)                                             |
| 1957    | Kraft Television Theatre        | ? (egy epizód)                                                                                   |
| 1958    | General Electric Theatre        | Heddie (egy epizód)                                                                              |
| 1958    | Playhouse                       | Florry (egy epizód) Addie (egy epizód)                                                           |
| 1959    | Sunday Showcase                 | Virginia Reed (egy epizód)                                                                       |
| 1966    | The Long, Hot Summer            | Maribelle Kirkpatrick (egy epizód)                                                               |
| 1966    | ABC Stage 67                    | asszony (epizód: A Christmas Memory)                                                             |
| 1969    | NBC Children's Theatre          | narrátor (egy epizód)                                                                            |
| 1971    | The Name of the Game            | Lucia nővér (egy epizód)                                                                         |
| 1972    | Medical Center                  | Ellen Davis (egy epizód)                                                                         |
| 1972    | Ghost Story                     | Hattie (egy epizód)                                                                              |
| 1972–73 | Night Gallery                   | 1972: Frances Turchin (egy epizód) és Mrs. Evans (egy epizód) 1973: Molly Wheatland (egy epizód) |
| 1973    | The Snoop Sisters               | Olivia Cunningham (egy epizód)                                                                   |
| 1976    | Kojak                           | Edna Morrison (két epizód)                                                                       |
| 1977    | Hawaii Five-O                   | Philomena Underwood (egy epizód)                                                                 |
| 1982    | The Blue and the Grey           | Mrs. Lovelace                                                                                    |
| 1983    | Loving                          | Amelia Whitley (egy epizód)                                                                      |
| 1985    | The Hitchhiker                  | Lynette "Mama" Powers (egy epizód)                                                               |
| 1986    | American Playhouse              | Sally Phelps (egy epizód)                                                                        |

## Díjak és jelölések
| Cím                              | Év   | Díj | Eredmény |
| -------------------------------- | ---- | --- | -------- |
| Hondo                            | 1954 | Oscar-díj a legjobb női mellékszereplőnek                                                                   | Jelölve  |
| Playhouse 90: The Old Man        | 1959 | Primetime Emmy-díj                                                                                          | Jelölve  |
| Nyár és füst                     | 1961 | National Board of Review: legjobb színésznő                                                                 | Elnyerte |
| Nyár és füst                     | 1961 | New York-i Filmkritikusok Egyesülete: Legjobb színésznő                                                     | Jelölve  |
| Nyár és füst                     | 1961 | Velencei Nemzetközi Filmfesztivál: legjobb színésznő                                                        | Elnyerte |
| Nyár és füst                     | 1962 | Golden Globe-díj a legjobb női főszereplőnek – filmdráma                                                    | Elnyerte |
| Nyár és füst                     | 1962 | Oscar-díj a legjobb női főszereplőnek                                                                       | Jelölve  |
| Az ifjúság édes madara           | 1963 | Oscar-díj a legjobb női főszereplőnek                                                                       | Jelölve  |
| Az ifjúság édes madara           | 1963 | Golden Globe-díj a legjobb női főszereplőnek – filmdráma                                                    | Elnyerte |
| Az ifjúság édes madara           | 1963 | BAFTA-díj a legjobb női főszereplőnek                                                                       | Jelölve  |
| Az ifjúság édes madara           | 1963 | David di Donatello-díj a legjobb külföldi színésznőnek                                                      | Elnyerte |
| Játékok a padlásszobában         | 1964 | Golden Globe-díj a legjobb női főszereplőnek – filmdráma                                                    | Jelölve  |
| Dear Heart                       | 1965 | Golden Globe-díj a legjobb női főszereplőnek – filmdráma                                                    | Jelölve  |
| ABC Stage 67: A Christmas Memory | 1967 | Primetime Emmy-díj a legjobb női főszereplőnek (televíziós minisorozat vagy tévéfilm)                       | Elnyerte |
| Te már nagy kisfiú vagy          | 1967 | Oscar-díj a legjobb női mellékszereplőnek                                                                   | Jelölve  |
| Te már nagy kisfiú vagy          | 1967 | Golden Globe-díj a legjobb női mellékszereplőnek                                                            | Jelölve  |
| Te már nagy kisfiú vagy          | 1967 | Laurel-díj a legjobb női mellékszereplőnek                                                                  | Jelölve  |
| Hálaadó ünnepi vendég            | 1969 | Primetime Emmy-díj a legjobb női főszereplőnek (televíziós minisorozat vagy tévéfilm)                       | Elnyerte |
| Trilogy                          | 1970 | national Board of Review: legjobb színésznő                                                                 | Elnyerte |
| Micsoda házasság!                | 1973 | Oscar-díj a legjobb női mellékszereplőnek                                                                   | Jelölve  |
| Micsoda házasság!                | 1973 | Golden Globe-díj a legjobb női mellékszereplőnek                                                            | Jelölve  |
| Belső terek                      | 1978 | Kansas Citybeli Filmkritikusok Egyesülete: legjobb színésznő                                                | Elnyerte |
| Belső terek                      | 1978 | Los Angeles-i Filmkritikusok Szövetsége: legjobb női mellékszereplő                                         | Jelölve  |
| Belső terek                      | 1979 | Oscar-díj a legjobb női főszereplőnek                                                                       | Jelölve  |
| Belső terek                      | 1979 | Golden Globe-díj a legjobb női főszereplőnek – filmdráma                                                    | Jelölve  |
| Belső terek                      | 1979 | BAFTA-díj a legjobb női mellékszereplőnek                                                                   | Elnyerte |
| Az alvilág pápája                | 1985 | Oscar-díj a legjobb női mellékszereplőnek                                                                   | Jelölve  |
| Út az ismeretlenbe               | 1985 | New York-i Filmkritikusok Egyesülete: legjobb színésznő                                                     | Jelölve  |
| Út az ismeretlenbe               | 1986 | Oscar-díj a legjobb női főszereplőnek                                                                       | Elnyerte |
| Út az ismeretlenbe               | 1986 | Golden Globe-díj a legjobb női főszereplőnek – filmdráma                                                    | Jelölve  |
| Út az ismeretlenbe               | 1986 | Bostoni Filmkritikusok Társasága: legjobb színésznő                                                         | Elnyerte |
| Út az ismeretlenbe               | 1986 | Independent Spirit filmes díj: legjobb női főszereplő                                                       | Elnyerte |
| Beate Klarsfeld, a nácivadász    | 1987 | Golden Globe-díj a legjobb női mellékszereplőnek (televíziós sorozat, televíziós minisorozat vagy tévéfilm) | Jelölve  |